# Мухамед, Алияр Бахтиярович
Алияр Бахтиярович Мухамед (каз. Әлияр Бақтиярұлы Мұхамед; род. 20 марта 2001, Арыс, Южно-Казахстанская область) — казахстанский футболист, нападающий клуба «Окжетпес» и сборной Казахстана.

## Клубная карьера
Футбольную карьеру начал в 2018 году в составе клуба «Академия Онтустик» во второй лиге.
В начале 2021 года подписал контракт с клубом «Туран». 13 марта 2021 года в матче против клуба «Астана» дебютировал в казахстанской Премьер-лиге.

## Карьера в сборной
24 марта 2021 года дебютировал за молодёжную сборную Казахстана в матче против молодёжной сборной Северной Македонии (2:1).
19 марта 2025 года дебютировал за сборную Казахстана в матче против сборной Кюрасао (2:0), выйдя на замену на 46-й минуте вместо Яна Вороговского.

## Клубная статистика
| Клуб                  | Сезон            | Лига | Лига | Кубки | Кубки | Еврокубки | Еврокубки | Итого | Итого |
| Клуб                  | Сезон            | Игры | Голы | Игры  | Голы  | Игры      | Голы      | Игры  | Голы  |
| --------------------- | ---------------- | ---- | ---- | ----- | ----- | --------- | --------- | ----- | ----- |
| Академия Онтустик     | 2018             | 35   | 4    | 2     | 2     | —         | —         | 37    | 2     |
| Академия Онтустик     | 2019             | 25   | 2    | 4     | 3     | —         | —         | 29    | 5     |
| Академия Онтустик     | 2020             | 9    | 0    | —     | —     | —         | —         | 9     | 0     |
| Академия Онтустик     | Итого            | 69   | 6    | 6     | 5     | —         | —         | 75    | 11    |
| → Академия Онтустик М | 2019             | 1    | 0    | —     | —     | —         | —         | 1     | 0     |
| → Академия Онтустик М | Итого            | 1    | 0    | —     | —     | —         | —         | 1     | 0     |
| Туран                 | 2021             | 20   | 0    | 3     | 0     | —         | —         | 23    | 0     |
| Туран                 | 2022             | 16   | 1    | 2     | 0     | —         | —         | 18    | 1     |
| Туран                 | Итого            | 36   | 1    | 5     | 0     | —         | —         | 41    | 1     |
| → Туран М             | 2021             | 8    | 4    | —     | —     | —         | —         | 8     | 4     |
| → Туран М             | 2022             | 3    | 1    | —     | —     | —         | —         | 3     | 1     |
| → Туран М             | Итого            | 11   | 5    | —     | —     | —         | —         | 11    | 5     |
| Мактаарал             | 2023             | 15   | 0    | 2     | 0     | —         | —         | 17    | 0     |
| Мактаарал             | Итого            | 15   | 0    | 2     | 0     | —         | —         | 17    | 0     |
| Жетысу                | 2024             | 9    | 0    | 3     | 0     | —         | —         | 12    | 0     |
| Жетысу                | Итого            | 9    | 0    | 3     | 0     | —         | —         | 12    | 0     |
| Окжетпес              | 2024             | 12   | 9    | —     | —     | —         | —         | 12    | 9     |
| Окжетпес              | Итого            | 12   | 9    | —     | —     | —         | —         | 12    | 9     |
| Всего за карьеру      | Всего за карьеру | 153  | 21   | 16    | 5     | —         | —         | 169   | 26    |

### Выступления за сборную
| Сборная   | Год   | Отборочные матчи ЧМ | Отборочные матчи ЧМ | Отборочные матчи ЧЕ | Отборочные матчи ЧЕ | Лига наций УЕФА | Лига наций УЕФА | Товарищеские матчи | Товарищеские матчи | Итого | Итого |
| Сборная   | Год   | Игры                | Голы                | Игры                | Голы                | Игры            | Голы            | Игры               | Голы               | Игры  | Голы  |
| --------- | ----- | ------------------- | ------------------- | ------------------- | ------------------- | --------------- | --------------- | ------------------ | ------------------ | ----- | ----- |
| Казахстан | 2025  | 1                   | 0                   | −                   | −                   | −               | −               | 2                  | 0                  | 3     | 0     |
| Итого     | Итого | 1                   | 0                   | −                   | −                   | −               | −               | 2                  | 0                  | 3     | 0     |